# Blackpink
Blackpink (hangul: 블랙핑크) (stiliserat som BLACKPINK eller BLΛƆKPIИK) är en sydkoreansk tjejgrupp bildad år 2016 av YG Entertainment, bestående av Jisoo, Jennie, Rosé och Lisa. Gruppens officiella debut var den 8 augusti 2016 med singelalbumet Square One, innehållande "Whistle", deras första nummer ett-låt i Sydkorea, samt "Boombayah", deras första topplacering på Billboards World Digital Songs-lista. Gruppens fans kallas för "Blinks", som kommer av en sammansättning av början och slutet av gruppens namn (Bl)ackp(ink). I början av 2019 fick Blackpink, som första k-pop-grupp, även uppträda på Coachella i USA.

## Historia

### 2010–2016

Gruppens logotyp

Förberedelserna för Blackpinks debut började 2011, när YG Entertainment i ett pressmeddelande den 14 november berättade att deras nya tjejgrupp skulle debutera i början av 2012 och ha minst sju medlemmar. Den 18 maj 2016 meddelades att gruppen skulle debutera i juli, och angav att medlemmarna valdes ut i hård konkurrens. Den 29 juni meddelade YG Entertainment gruppen endast skulle ha fyra medlemmar. Enligt en representant för företaget betydde gruppens namn "snygghet är inte allt" och symboliserade att "de är ett team som omfattar inte bara skönhet, utan också stor talang."

### 2016–2017

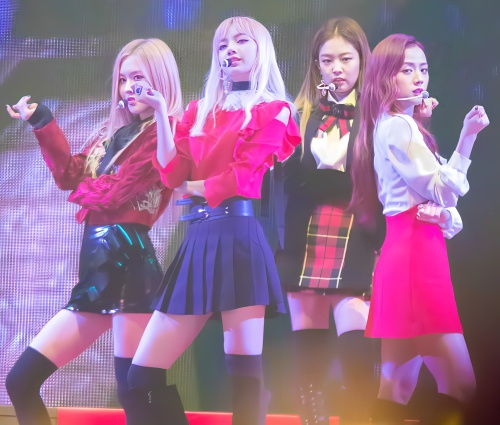
Blackpink uppträder med låten "Playing with Fire" vid 2016 Melon Music Awards den 19 november 2016

Blackpink gav ut sitt debutsingelalbum, Square One, den 8 augusti 2016, bestående av låtarna "Boombayah" och "Whistle". De hamnade som nummer ett och två på Billboard World Digital Song Sales-listan, vilket gjorde Blackpink till den snabbaste akten att uppnå det. De vann första plats på programmet ”Inkigayo” tretton dagar efter sin debut, och slog det dåvarande rekordet för den kortaste tiden från en debut för en tjejgrupp att vinna i ett musikprogram.
Blackpink gav ut sitt andra singelalbum, Square Two, bestående av låtarna "Playing with Fire" och "Stay", den 1 november 2016. "Playing with Fire" var Blackpinks andra singel som nådde nummer ett på Billboard World Digital Song Sales-listan och den första K-pop-tjejgrupplåten på Canadian Hot 100.
I slutet av 2016 utnämnde Billboard dem till en av de bästa nya K-pop-grupperna 2016. 
Den 22 juni gav gruppen ut sin första digitala singel, "As If It's Your Last". Låten nådde nummer tre på Gaon Digital Chart och nummer 13 på Billboards Bubbling Under Hot 100-lista. Den debuterade också som nummer ett på Billboards World Digital Song Sales-lista en dag efter releasen, vilket gjorde den till deras tredje förstaplacering på listan.
Blackpink gjorde sin japanska debut den 30 augusti 2017, med utgivningen av en EP som inkluderade japanska versioner av deras tidigare singlar. 

### 2018–2019
Den 6 januari 2018 sändes det första avsnittet av gruppens första dokusåpa, Blackpink House, som bestod av 12 avsnitt under 2018.
Den 15 juni 2018 gav gruppen ut sin första EP, ”Square Up”. Den ledande singeln, "Ddu-Du Ddu-Du", toppade som nummer ett på de digitala, nedladdnings-, streaming- och mobillistorna på Gaon i tre veckor, medan "Forever Young" nådde nummer två. Båda låtarna certifierades som platina av KMCA för att ha överträffat 2 500 000 nedladdningar och 100 000 000 strömningar i Sydkorea. "Ddu-Du Ddu-Du" debuterade som nummer 55 på Billboard Hot 100. ”Square Up” gav gruppen också deras första inträde på Billboard 200, när de debuterade som nummer 40. EP:n toppade också Billboard World Albums-listan. Musikvideon till "Ddu-Du Ddu-Du" fick totalt 36,2 miljoner visningar inom 24 timmar efter att den givits ut, vilket gjorde den till den mest sedda onlinevideon under de första 24 timmarna av en koreansk akt. 

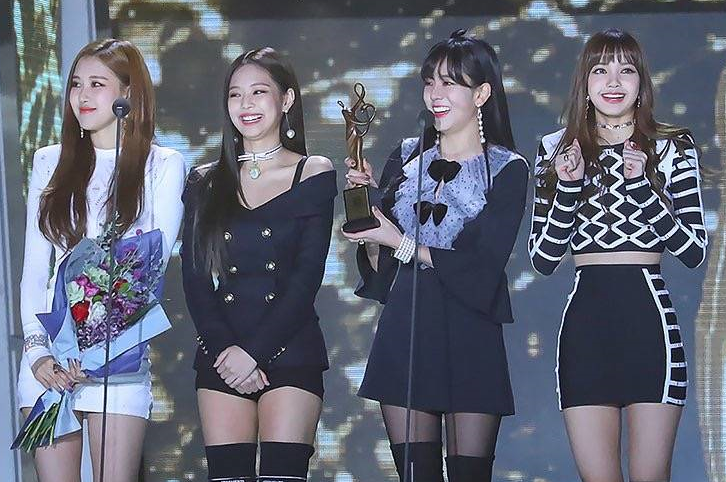
Blackpink vid Seoul Music Awards 2018

Blackpink gav sig ut på sin utsålda första Japan-turné, ”Blackpink Arena Tour 2018”, i Osaka den 24-25 juli för att marknadsföra sin japanska EP. Turnén skulle från början ha sex shower i Osaka, Fukuoka och Chiba, men ytterligare en show i Chiba lades till på grund av efterfrågan. Ett sista turnéstopp lades senare till den 24 december på Kyocera Dome Osaka som en julklapp till fansen, där Blackpink uppträdde för en slutsåld publik på 50 000 personer. Den 12 september var det officiellt att gruppen skulle hålla sin första konsert i Seoul, Blackpink 2018 Tour [In Your Area] Seoul x BC Card, på Olympic Gymnastics Arena. Konserten var den första showen av ”In Your Area World Tour”, som fortsatte under hela 2019 och början av 2020 i Nordamerika, Europa, Oceanien och Asien. Turnén blev den mest inkomstbringande turnén av en koreansk tjejgrupp.
Den 19 oktober 2018 gav den brittiska sångerskan Dua Lipa ut låten "Kiss and Make Up" tillsammans med Blackpink, en ny låt på den återutgivna utgåvan av hennes självbetitlade debutalbum. "Kiss and Make Up" blev gruppens andra bidrag på den brittiska singellistan, och nådde en topp som nummer 36. De var den första kvinnliga koreanska gruppen och tredje koreanska akten totalt som nådde topp 40. Den debuterade också som nummer 93 på Billboard Hot 100, vilket gör dem till den enda koreanska tjejgruppen som har fått flera platser på listan.
I oktober 2018 skrev gruppen avtal med Interscope Records i partnerskap med YG Entertainment.
Deras första japanska studioalbum, ”Blackpink in Your Area”, gjordes tillgängligt digitalt den 23 november och fysiskt den 5 december. Albumet inkluderade japanska versioner av alla deras tidigare utgåvor.
Blackpink gjorde sin amerikanska debut på Universal Music Groups Grammy Artist Showcase 2019, ett evenemang endast för inbjudningar på ROW i Downtown Los Angeles den 9 februari 2019. Gruppen medverkade därefter i flera amerikanska tv-program, inklusive The Late Show med Stephen Colbert och Good Morning America. I mars det året blev Blackpink den första K-pop-tjejgruppen någonsin att täcka tidningen Billboard.
Blackpinks tredje EP, ”Kill This Love”, kom 5 april 2019. Kill This Love debuterade som nummer 24 på Billboard 200, medan huvudsingeln nådde nummer 41 på Hot 100. Den ledande singeln "Kill This Love" rankades som nummer 66 på Billboards lista över de 100 bästa låtarna 2019. Efter EP:ns utgivning uppträdde Blackpink på Coachella Valley Music and Arts Festival 2019 den 12 och 19 april 2019, vilket gjorde dem till den första kvinnliga K-popgruppen att göra det.

### 2020–2021

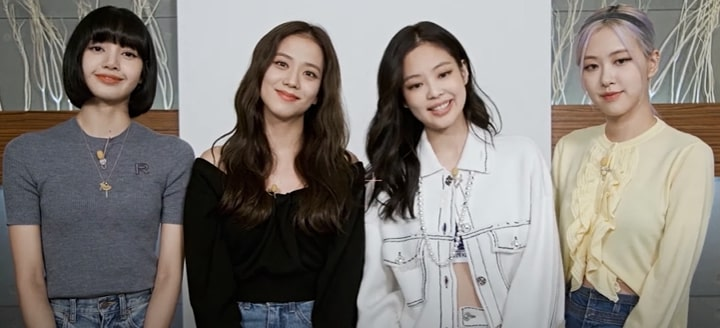
Blackpink 2020

Den 22 april 2020 meddelades att gruppen skulle arbeta med Lady Gaga på hennes sjätte studioalbum, ”Chromatica”. Deras låt, "Sour Candy", gavs ut som en singel den 28 maj 2020. På Billboard Hot 100 debuterade låten som nummer 33. Singeln "How You Like That" gavs ut digitalt den 26 juni. Den toppade nummer ett på Gaon Digital, Download och Streaming-listorna i tre veckor. "How You Like That" blev Blackpinks femte låt på Billboard Hot 100, nådde plats 33, och musikvideon till låten slog fem Guinness-världsrekord. Låten rankades först i Youtube Musics Global Top 10 Songs of Summer 2020 och vann Song of Summer vid 2020 MTV Video Music Awards, vilket gjorde Blackpink till den första koreanska kvinnliga gruppen att vinna MTV Video Music Awards.
Den 23 juli meddelade YG Entertainment att en andra singel, "Ice Cream" med den amerikanska sångerskan Selena Gomez, skulle ges ut 28 augusti samma år. "Ice Cream" debuterade och nådde en topp på nummer 13 på Billboard Hot 100, vilket gör den till Blackpinks låt med högsta placering på listan.
Blackpink gav ut sitt första koreanska studioalbum, The Album, den 2 oktober 2020, med "Lovesick Girls" som tredje och huvudsingel. Albumet kom nummer två på Billboard 200 och UK Albums Chart. Albumet satte också albumförsäljningsrekord för en koreansk tjejgrupp i dess första vecka, med 590 000 sålda exemplar på bara en dag efter det fysiska albumets release. Blackpink blev den första miljonsäljande K-pop-tjejgruppen någonsin med ”The Album” och sålde cirka 1,2 miljoner exemplar på mindre än en månad. Blackpink framförde "Lovesick Girls" på Good Morning America och Jimmy Kimmel Live! i USA.
Gruppens första dokumentärfilm, ”Blackpink: Light Up the Sky”, hade premiär på Netflix den 14 oktober 2020.
Den 2 december tillkännagav Blackpink sitt samarbete med Youtube Music för deras första livestreamkonsert. Liveeventet, kallat "The Show", skulle ursprungligen äga rum den 27 december 2020, men flyttades till den 31 januari 2021 på grund av nya covid-19-pandemiregler som införts i Sydkorea. Mer än 280 000 personer köpte medlemskap för att få tillgång till showen, och konserten livestreamades i 100 länder.
Blackpink gav ut en japansk version av ”The Album” den 3 augusti 2021 med japanska versioner för fyra av de åtta låtarna. Den 4 augusti kom en dokumentärfilm med titeln ”Blackpink: The Movie” på biografer över hela världen.

### 2022–nutid

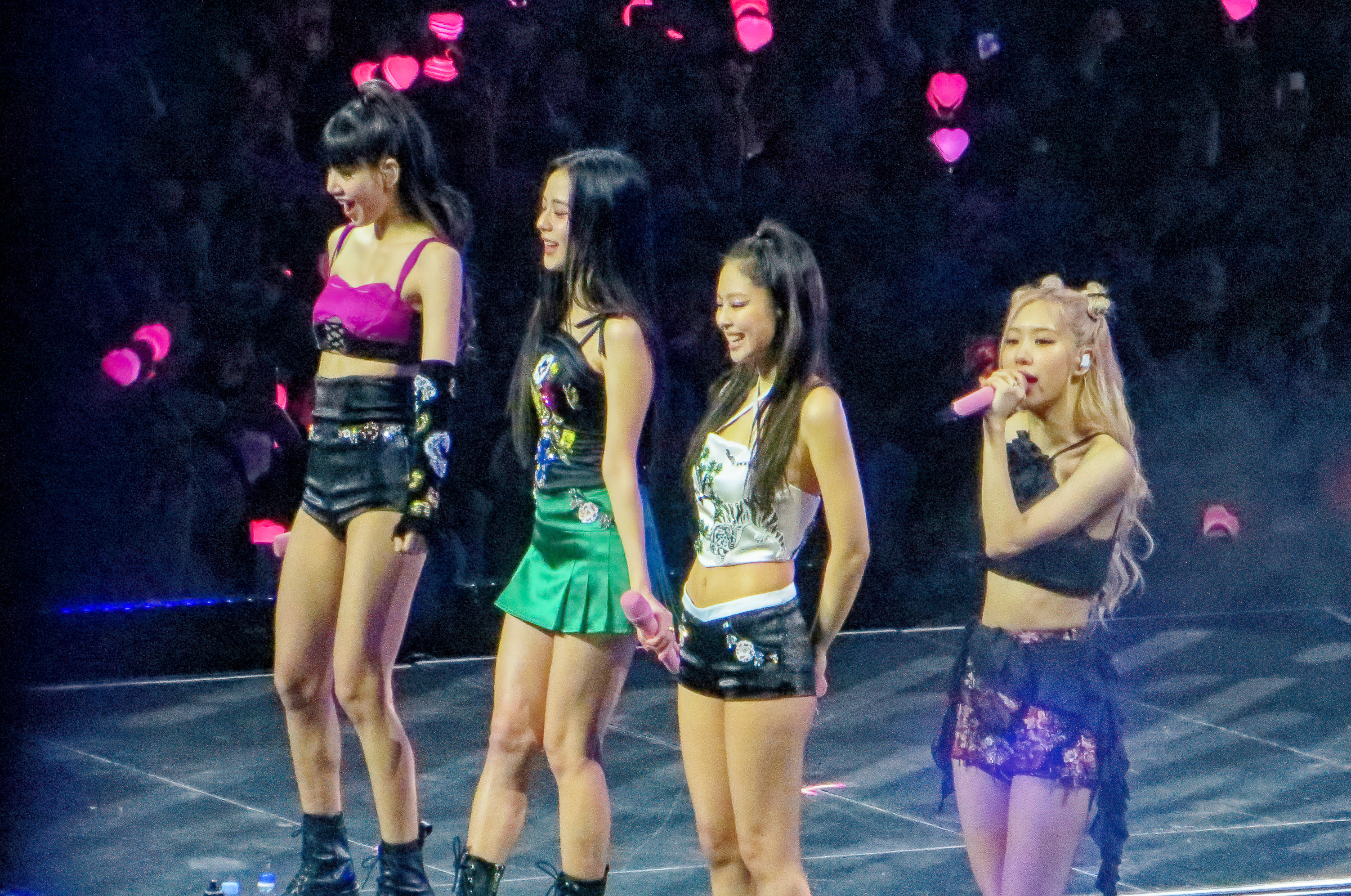
Blackpink uppträder vid O2-arenan i december 2022

Den 12 juli meddelade YG Entertainment att Blackpink skulle hålla en virtuell konsert i spelet i PUBG Mobile från 22 till 30 juli, den innehöll framföranden av gruppens hitlåtar samt en ännu inte utgiven låt kallad "Ready for Love". Konserten kallades "The Virtual".
Den 31 juli tillkännagavs att gruppens andra album, “Born Pink”, skulle ges ut i september, efter en förreleasesingel med titeln "Pink Venom" den 19 augusti och följt av en tillhörande världsturné med start i oktober. Den 15 augusti tillkännagavs gruppen som en del av den uppträdande lineupen för 2022 MTV Video Music Awards, vilket gör dem till den första kvinnliga K-popgruppen i historien att uppträda under MTV Video Music Awards. De vann priset för Bästa Metaverse Performance för ”The Virtual” och på priskvällen uppträdde de med ”Pink Venom”. Born Pink och dess huvudsingel "Shut Down" kom båda den 16 september 2022.

## Medlemmar
| Artistnamn   | Artistnamn | Födelsenamn                | Födelsenamn                | Födelsedatum     |
| Romanisering | Hangul     | Romanisering               | Hangul                     | Födelsedatum     |
| ------------ | ---------- | -------------------------- | -------------------------- | ---------------- |
| Jisoo        | 지수       | Kim Ji-soo                 | 김지수                     | 3 januari 1995   |
| Jennie       | 제니       | Jennie Kim                 | 김제니                     | 16 januari 1996  |
| Rosé         | 로제       | Park Chae-young            | 박채영                     | 11 februari 1997 |
| Lisa         | 리사       | (Pranpriya) Lalisa Manoban | (쁘란쁘리야) 라리사 마노반 | 27 mars 1997     |

## Diskografi

### Album
| Albuminformation                                     | Topplacering          | Topplacering   | Topplacering        |
| Albuminformation                                     | Sydkorea (Gaon Chart) | Japan (Oricon) | USA (Billboard 200) |
| ---------------------------------------------------- | --------------------- | -------------- | ------------------- |
| Square One (Singelalbum) - Utgiven: 8 augusti 2016   | —                     | —              | —                   |
| Square Two (Singelalbum) - Utgiven: 1 november 2016  | —                     | —              | —                   |
| Square Up (EP) - Utgiven: 15 juni 2018               | 1                     | 11             | 40                  |
| Kill This Love (EP) - Utgiven: 5 april 2019          | —                     | —              | 24                  |
| The Album (Studioalbum) - Utgiven: 2 oktober 2020    | 1                     | 3              | 2                   |
| Born Pink (Studioalbum) - Utgiven: 16 september 2022 | 1                     | 3              | 1                   |
| Japanska                                             |                       |                |                     |
| Blackpink (Album) - Utgiven: 29 augusti 2017         | —                     | 1              | —                   |

### Singlar
| År   | Titel                                    | Topplacering          | Topplacering    |
| År   | Titel                                    | Sydkorea (Gaon Chart) | USA (Billboard) |
| ---- | ---------------------------------------- | --------------------- | --------------- |
| 2016 | Boombayah                                | 7                     | —               |
| 2016 | Whistle                                  | 1                     | —               |
| 2016 | Playing with Fire                        | 3                     | —               |
| 2016 | Stay                                     | 10                    | —               |
| 2017 | As If It’s Your Last                     | 3                     | —               |
| 2018 | Ddu-Du Ddu-du"                           | 1                     | 55              |
| 2019 | Kill This Love                           | 2                     | 41              |
| 2020 | How You Like That                        | 1                     | 33              |
| 2020 | Ice Cream (tillsammans med Selena Gomez) | 2                     | 13              |
| 2020 | Lovesick Girls                           | 1                     | 59              |
| 2022 | Pink Venom                               | 2                     | 22              |
| 2022 | Shut Down                                | 3                     | 25              |

## Turnéer
- Blackpink Arena Tour (2018)
- In Your Area World Tour (2018–2020)
- Born Pink World Tour (2022–2023)